# Demmamussabebonk
Demmamussabebonk è un album del gruppo punk rock inglese Snuff.

## Tracce
1. Vikings – 3:08
2. Defeat – 1:58
3. Dicky Trois – 2:11
4. Martin – 2:10
5. Nick Northern – 3:16
6. Batten Down the Hatches – 1:38
7. G to D – 2:17
8. Sunny Places – 2:33
9. Horse and Cart – 3:00
10. Squirrels – 2:26
11. Cricklewood – 2:36
12. B – 2:18
13. Punchline – 1:23
14. Who – 3:09

## Formazione
- Duncan Redmonds – voce, batteria
- Loz Wong – chitarra
- Lee Batsford – basso
- Dave Redmonds – trombone